# Portul Aqaba
Portul Aqaba este singurul port din Iordania și este deținut de Aqaba Development Corporation (ADC) și are 12 terminale operate de cinci operatori: societatea Aqaba pentru gestionarea și exploatarea porturilor; Terminal container Aqaba; Compania portuară industrială; Companie fosfat; Compania Națională de Energie Electrică și pilotajul operat de Aqaba port Marine Services Company.

## Istoric
Aqaba a fost un important port începând de la epoca fierului. Biblia se referă la zona din (1  Regi 9:26): „Regele Solomon a construit, de asemenea, corăbii în Ezion-Geber, care este aproape de Eloth în Edom, pe malul Mării Roșii,” în care Eloth se referă la un port din Aqaba. Portul Aqaba a fost deosebit de important după ce otomanii au construit calea ferată Hejaz, care leagă portul de Damasc și Medina. Astăzi, economia orașului Aqaba se bazează în mare parte în jurul sectorului portuar. Recent, un consorțiu de companii din Abu Dhabi numit Al Maabar a câștigat licitația de a reloca și gestiona portul Aqaba timp de 30 de ani și de a extinde terminalul de feribot existent, care primește aproximativ 1,3 milioane de pasageri și mii de camioane și mașini care vin de peste țărm în Egipt.

## Relocare
În 2006, portul a fost mutat din centrul orașului în sud, din cauza unui nivel mai adânc al apei acolo. De asemenea, este programată o altă relocare; care ar plasa portul în apropierea celei mai sudice părți a provinciei în apropierea frontierei cu Arabia Saudită. Capacitatea sa o va depăși pe cea a portului actual. Proiectul va costa 5 miliarde de dolari și va fi finalizat până în 2014.

## Terminalul container Aqaba

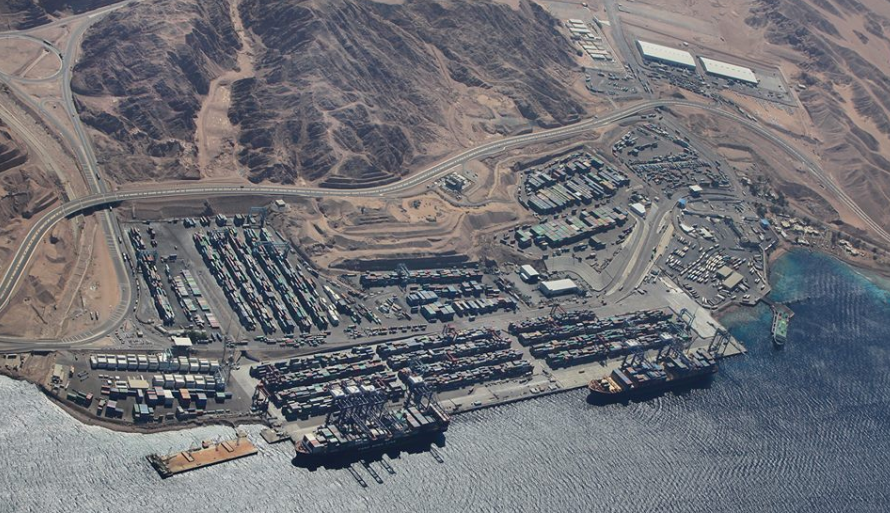
Terminalul de containere Aqaba, locație

Portul conține terminalul de containere Aqaba (ACT), singurul port de containere al Iordaniei și a doua cea mai aglomerată instalație din Marea Roșie după volumul de containere. ACT este un centru logistic și o parte importantă a economiei iordaniene. Este poarta principală pentru piața iordaniană și un punct de tranzit crucial pentru transportul de mărfuri între țările din regiune.
ACT este o asociere între Aqaba Development Corporation și APM Terminals în cadrul unui acord de 25 de ani de construire-exploatare-transfer care a fost semnat în 2006. Un proiect de extindere a terminalului finalizat în octombrie 2013 a adăugat 460 metri (1.510 picioare) la cheiul existent pentru a crea o lungime totală a cheiului de 1 kilometru, crescând capacitatea anuală de transfer a containerelor la 1,3 milioane TeU-uri. Programul de extindere, început în 2009, a inclus livrarea a două noi macarale de la navă la țărm cu o rază de 22 de rânduri de containere și patru macarale tip portal cu cauciuc.
În 2004, Aqaba Development Corporation (ADC), în numele Autorității zonei economice speciale Aqaba (ASEZA), a achiziționat și a preluat gestionarea și funcționarea terminalului. În 2006, a fost semnat un acord de dezvoltare comună (JDA) pe 25 de ani între ADC și ACT. În temeiul acestui contract, APM Terminals Jordan este responsabil pentru operarea, gestionarea și comercializarea ACT.